# Городское поселение Ковылкино
Городско́е поселе́ние Ковылкино — муниципальное образование в Ковылкинском районе Мордовии Российской Федерации.
Административный центр — город Ковылкино.
На уровне административно-территориального устройство на территории городского поселения Ковылкино образована административно-территориальная единица город республиканского значения Ковылкино.

## История
Статус и границы городского поселения установлены Законом Республики Мордовия от 7 февраля 2005 года № 13-З «Об установлении границ муниципальных образований Ковылкинского муниципального района, Ковылкинского муниципального района и наделении их статусом сельского поселения, городского поселения и муниципального района».

## Население
| 2002    | 2009    | 2010    | 2012    | 2013    | 2014    | 2015    |
| ------- | ------- | ------- | ------- | ------- | ------- | ------- |
| 21 926  | ↘20 703 | ↗21 347 | ↘21 176 | ↘20 997 | ↘20 858 | ↘20 597 |
| 2016    | 2017    | 2018    | 2019    | 2020    | 2021    |         |
| ↘20 424 | ↘20 108 | ↘19 523 | ↘19 013 | ↘18 892 | ↗19 793 |         |

## Состав городского поселения
| № | Населённый пункт | Тип населённого пункта        | Население |
| - | ---------------- | ----------------------------- | --------- |
| 1 | Ковылкино        | город, административный центр | ↗19 793   |
| 2 | Сосновый Бор     | посёлок                       | ↘0        |